# Leitersdorf im Raabtal

Schloss Hainfeld

Leitersdorf im Raabtal ist eine Ortschaft in der Stadt Feldbach mit 774 Einwohnern (Stand 1. Jänner 2024) im Süd-Osten der Steiermark im Bezirk Südoststeiermark.

## Geografie
Leitersdorf im Raabtal liegt circa 40 km östlich von Graz und circa 4 km östlich der Bezirkshauptstadt Feldbach im Oststeirischen Hügelland.

## Geschichte
Mit 1. Jänner 2015 wurde Leitersdorf im Raabtal im Rahmen der Gemeindestrukturreform in der Steiermark mit den Gemeinden Auersbach, Feldbach, Gniebing-Weißenbach, Gossendorf, Mühldorf bei Feldbach und Raabau zusammengeschlossen. Die neue Gemeinde führt den Namen „Feldbach“ weiter.

## Kultur und Sehenswürdigkeiten

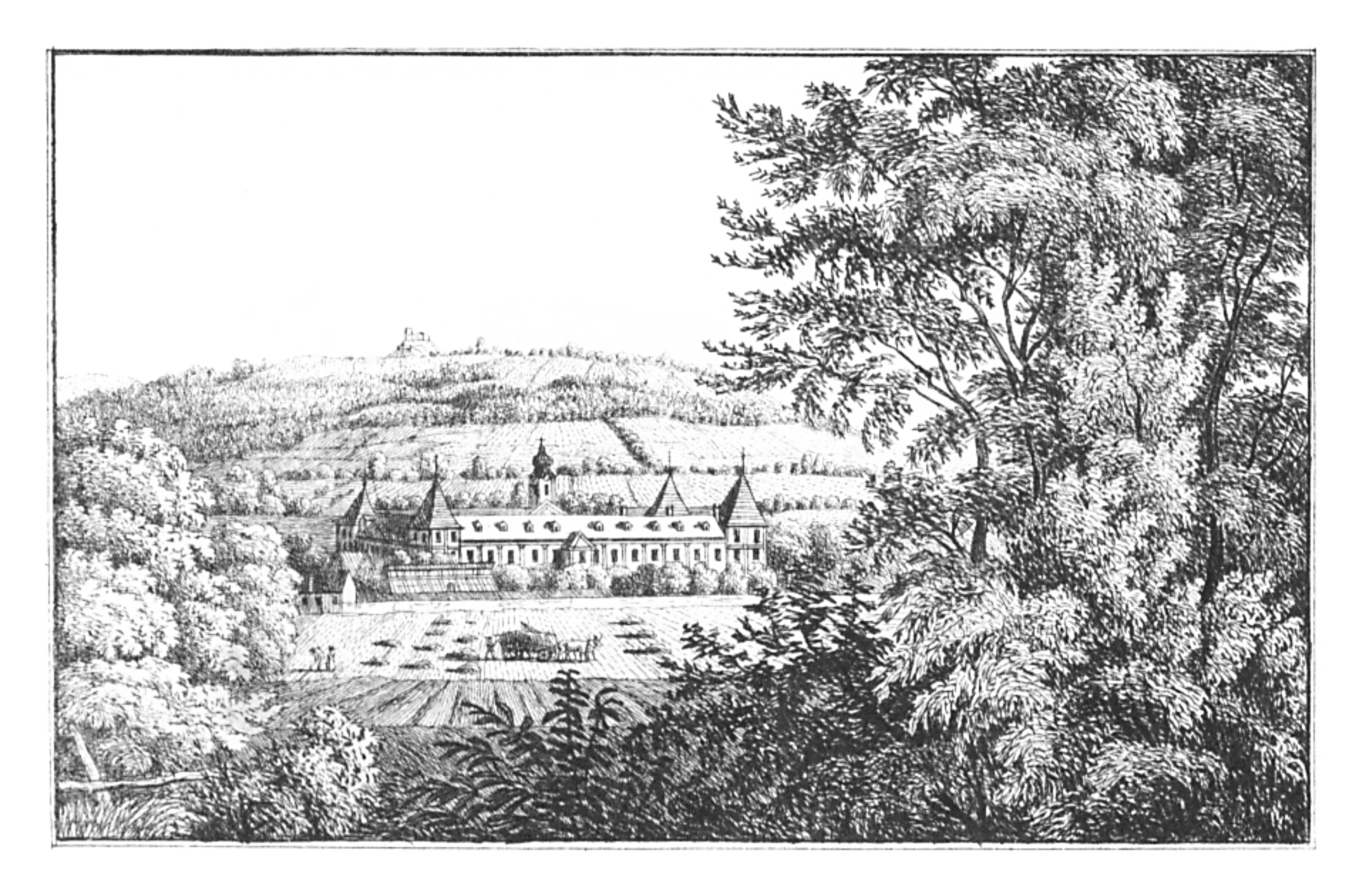
Schloss Hainfeld (Leopold Kuwasseg, 1830)

- Schloss Hainfeld, das größte Wasserschloss der Steiermark. Der heutige Bau stammt aus der Renaissance-Zeit. Vier Flügel umgeben einen riesigen, mit Arkadengängen ausgestatteten Hof. In Schloss Hainfeld lebte Joseph von Hammer-Purgstall, einer der Pioniere der Orientalistik.
- Turmburg und Hügelgräberfeld im Hainfelder Schlosswald
- Hügelgräberfeld Steinberg
- Ortskapelle Leitersdorf

## Politik
Der Gemeinderat bestand bis Ende 2014 aus neun Mitgliedern und setzte sich mit der Gemeinderatswahl 2010 aus Mandaten der folgenden Parteien zusammen:
- 6 SPÖ – stellt den Bürgermeister und den Vizebürgermeister
- 2 ÖVP
- 1 FPÖ

### Wappen
Die Verleihung des Gemeindewappens erfolgte mit Wirkung vom 1. Juni 1997.

Blasonierung (Wappenbeschreibung):
„Von Gold und Rot schrägrechts geteilt, farbverwechselt in jedem Feld ein Mühlrad und bogenförmig aus dem Vordereck ein Ackergelbstern vorwärts und aus dem Schildfuß hinten ein Hundszahn rückwärts wachsend.“

## Persönlichkeiten

### Ehrenbürger
- 1973: Karl Puchleitner († 2019), Kommandant der Freiwilligen Feuerwehr Leitersdorf 1957–1970

### Söhne und Töchter der ehemaligen Gemeinde
- Irmgard Schlögl (1921–2007), Zen-Meisterinnen und Autorin